# 点訳
点訳（てんやく）は、墨字の文章を点字にすること。点字訳。

## 方法
日本語の点字（一般的な6点式点字）の場合、墨字が漢字仮名交じり文章に対して、点字は仮名文字文章なので、点字用に仮名読みに変換・分かち書きを行う必要がある。同音異義語や造語が含まれる場合は注釈を付けて読者に配慮することもある。このため点訳書はかさばり、例えば300ページほどの文庫本を点訳すると1000ページほどになる。
1. 墨字の文章を仮名読みにして、分かち書きを行う[1]。
2. 点字器やブレーラーを用いて紙に打ち込む（パソコン点訳の場合はデータ入力を行う[1]）。
3. 校正を2回行う（点字図書館に納本する場合）[1]。

下準備から校正完了までに通常3 - 6か月を要し、1年かかる場合もある。このため上野点字図書館を拠点に活動する「名張点訳グループ あかり」（メンバー11人）が年間に制作することのできる点訳書は年間10冊前後にとどまる。

## 道具
- 点字器
  - 点筆
  - 定規
  - 板
- 点字タイプライター（ブレーラー）
  - パーキンスブレーラー
  - ライトブレーラー
- パソコン点訳